# Alessandro d'Onofrio
Alessandro d'Onofrio (Kinshasa, 19 agosto 1968) è un architetto e critico d'architettura italiano.
Vive e lavora a Roma

## Biografia
Laureatosi in architettura presso l'Università degli studi di Roma La Sapienza, è cultore della materia in composizione architettonica presso la Facoltà di Architettura Valle Giulia (2003-2007) e docente del laboratorio di allestimento II e del laboratorio di scenografia presso la Prima Facoltà di Architettura Ludovico Quaroni dell'Università degli Studi di Roma La Sapienza.
È curatore della sezione architettura del MAXXI - Museo nazionale delle arti del XXI secolo, per conto del Ministero per i Beni e le Attività Culturali. È uno dei più giovani critici di architettura italiani: collabora con la rivista trimestrale Arte e Critica, cura la rubrica In-contaminato sulla rivista on line resS/Tmagazine, collabora con la testata del Corriere della Sera CasAmica, è redattore (dal 2001) della rivista quadrimestrale di critica architettonica Rassegna di Architettura e Urbanistica dell'Università degli Studi di Roma “La Sapienza”.
Dopo aver svolto le prime esperienze lavorative in Africa con organizzazioni non governative, per la progettazione e realizzazione di strutture sanitarie e di centri sociali (Angola, Benin, Costa d'Avorio), la sua attività si focalizza sulla progettazione e sulla critica architettonica con speciale interesse per il concetto di sostenibilità. Nell'ambito di queste linee di ricerca cura e realizza importanti installazioni e allestimenti in Italia e all'estero, tra i quali la partecipazione italiana al London Festival of architecture con la mostra Sustainab.Italy e la mostra Peace Building; identità nelle aree di Post-conflitto, Casa dell'architettura di Roma.
Presta particolare attenzione alle implicazioni compositive e espressive che nuove tecnologie e discipline artistiche hanno sulla progettazione.
Svolge attività di curatela, di regia, cura di audiovisivi e di ricerca per enti ed istituzioni come ad esempio Unione europea Project L.O.T.O. -Landscape Opportunity for Territorial Organization.
È autore del volume monografico Herzog & de Meuron. Anomalie della Norma (Kappa, 2003) e di diversi saggi e articoli tra cui Geometrie complesse, in Giancarlo De Carlo: le ragioni dell'architettura (Electa, 2005).
In corso di realizzazione ricordiamo i progetti architettonici: sede del Triennio Biologico della Facoltà di Medicina e Chirurgia dell'Università di Foggia; Centro culturale di arte contemporanea presso le Mura Portuensi, per il Comune di Roma.
È vincitore dell'Inspiration Award assegnato dal Netherlands Architecture Institute a  Mobility, I Biennale di Architettura di Rotterdam, Paesi Bassi 2003. 2000 Vincitore del 1º premio della sezione Visioni Elettroniche al festival “Videopolis” di Vicenza, (con il patrocinio della Regione Veneto), con il video “EXTACITY”: una rappresentazione digitale sul tema: l'evoluzione della città nel terzo millennio.

## Progetti principali

### Progettazione architettonica
- 1989 Neves Bendinha, poliambulatorio ed ospedale per ustionati a Luanda (Angola). Team di progettazione per la ristrutturazione, adattamento ed ampliamento. Progetto  realizzato.
- 1990 Sede centrale dell'Ugimex a Luanda (Angola), progetto realizzato.
- 1991 Progettazione sanitaria in Costa D'Avorio di Dispensaire della regione di Issia. Progetto in collaborazione con il Ministero della  Sanità locale.
- 1992 Ospedale di Potosí (Cile). Progetto realizzato.
- 1993 Progettazione per conto dell'ONG CICS di un centro di formazione femminile nella regione di Cotonou (Benin). Finanziamento M.A.E.- DGPS. Progetto realizzato.
- 2001 Co-progettista (preliminare) per la realizzazione della sede del “Triennio Biologico della Facoltà di Medicina e Chirurgia” dell'Università di Foggia (85000 Mc) con Studio Valle progettazione e R.P.A. s.p.a.; concorso bandito dall'Università di Foggia. Primo classificato.
- 2002 Co-progettista, con Studio Valle progettazione, nel concorso per la realizzazione di residenze universitarie (70000 Mc) in via della Bufalotta in Roma, bandito dall'ADISU per conto della Lamaro Costruzioni.
- 2002 Progettista con Studio Seste e Sticchi associati, della sistemazione superficiale del parcheggio di Villa Fulgenzio (Lecce) destinata a parco urbano. Committente: Saba Italia srl. Progetto in fase di analisi alla soprintendenza.
- 2003 Progettista (preliminare e definitivo) di un complesso alberghiero (125000 Mc) presso Santa Cesarea Terme (Lecce) per conto dello studio Sticchi Associati srl. Progetto in fase di approvazione al Comune di Lecce.
- 2003 Progettista (preliminare e definitivo) di un complesso residenziale (65000 Mc) presso Santa Cesarea Terme (Lecce) per conto dello studio Sticchi Associati srl. Progetto in fase di approvazione al Comune di Lecce.
- 2005 Progettista () dell'intervento di recupero e rifunzionalizzazione a Centro Culturale dell'Autoparco del Corpo di Polizia Municipale (25000 m³) a via delle Mura Portuensi, Roma. Committente Comune di Roma, Assessorato alle Politiche del Patrimonio, Politiche Abitative, Promozione Progetti Speciali – Dipartimento III.
- 2007 Triennio Biologico della Facoltà di Medicina e Chirurgia dell'Università di Foggia, Co-progettista  per la realizzazione della sede con Studio Valle progettazione e R.P.A. s.p.a.
- 2009 Sistemazione dell'area di verde pubblico con recupero dell'ex lavatoio in frazione Patrignone, committente Comune di Montalto delle Marche. In corso di realizzazione.